# Demandatam
Demandatam coelitus humilitati nostrae (en español, Se me pidió) es una constitución apostólica promulgada por el papa  Benedicto XIV y datada el 24 de diciembre de 1743 sobre la Iglesia greco-melquita católica. Está dirigida al Patriarca de Antioquía Cyril VI Tanas y a todos los obispos melquitas bajo su jurisdicción. El tema de esta constitución apostólica es la preservación integra del rito bizantino en Iglesia católica griega.

## Contexto histórico

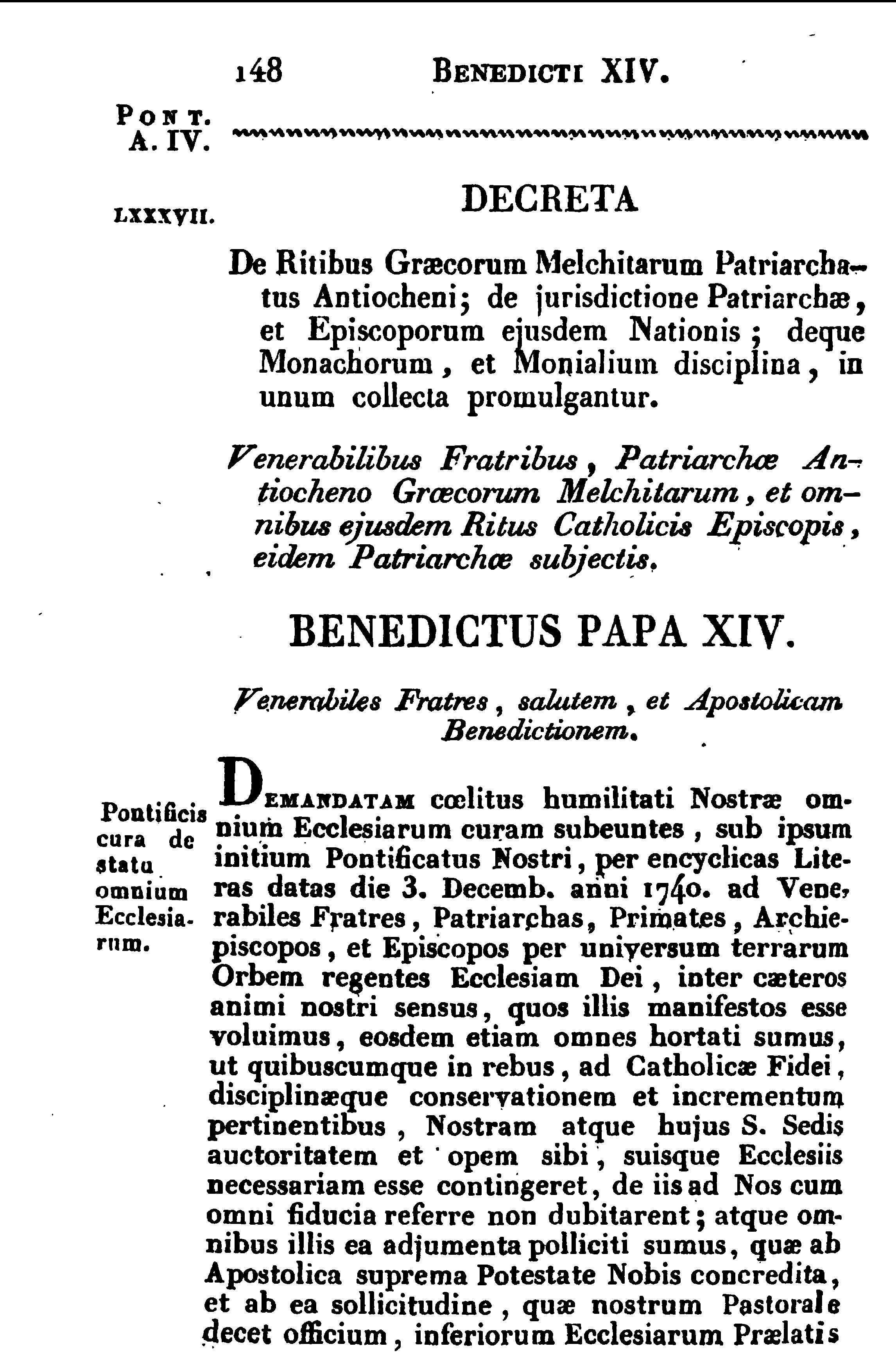
Una impresión de Demandatam de 1928

Durante la primera parte del siglo XVIII y en contra de los deseos del Papado, se habían introducido muchas modificaciones procedentes de la liturgia romana (latina) en algunas comunidades de la Iglesia greco-melquita católica, principalmente por Euthymios Saifi y Cyril VI Tanas, apoyados por misioneros de rito romano  (principalmente franciscanos). Estos cambios producían una división en la iglesia greco-melquita, entre quienes seguían el rito bizantino puro (como la orden el Orden basiliana de San Juan Bautista) y quienes, denominados "latinizadores" en esta constitución apostólica, mezclaban el rito bizantino con el rito romano. 
Roma ya había tomado medidas contra los usos de los "latinizadores" (p. ej., las cartas a Saifi en 1723 o el decreto de 8 de julio de 1729). Aun así estas medidas no había resuelto el problema y, en 1743, antes de conceder el palio a Cyril VI Tanas, el papa Benedicto XIV emitió la constitución apostólica Demandatam para poner punto final a la mezcla de ritos litúrgicos.

## Contenido
Los puntos principales de la constitución apostólica son:
- Está prohibido a cualquiera, incluyendo al patriarca, modificar, para añadir o para eliminar cualquier cosa del rito y usos bizantinos (párr. 3);[4]
- Está prohibido que cualquier fiel pase del rito bizantino a un rito latino (párr. 15);

Respecto del "latinizadores" (quienes mezclaban los ritos), a constitución apostólica ordena que todo el fiel bautizado en el rito bizantino regresará a ese rito bizantino. Una excepción se permitía para el área de Damasco, donde los "latinizadores" era numerosos:  estos tenía que escoger entre el rito bizantino y el latino, y mantenerse en él sin posteriores mezclas o cambios (párr. 16).
Este documento trata también sobre cuestiones disciplinarias de las  órdenes religiosas melquitas.